# Gianmarco Raimondo
Gianmarco Raimondo (ur. 28 listopada 1990 w St. Catharines) – kanadyjski kierowca wyścigowy.

## Kariera
Po zakończeniu kariery kartingowej, Gianmarco zadebiutował w serii wyścigów samochodów jednomiejscowych – Skip Barber Southern Regional Series – odbywającej się na przełomie 2007 i 2008 roku. Kanadyjczyk zdobył ponad osiemdziesiąt punktów, dzięki czemu zmagania zakończył na 20. miejscu.
W kolejnych dwóch latach startował w barwach ekipy Autotecnica, w Amerykańskiej Formule BMW. W obu sezonach Raimondo rywalizację ukończył na 3. pozycji. W ostatecznym rozrachunku trzynastokrotnie dojeżdżał w pierwszej trójce, z czego trzykrotnie na najwyższym stopniu (w tym dwukrotnie w inauguracyjnej sezon 2008 rundzie, na torze Laguna Seca, dzięki czemu prowadził przez kilka wyścigów w klasyfikacji generalnej). Poza tym dwukrotnie sięgał po pole position, a także w jednym starcie odnotował najszybszy czas okrążenia. W 2008 roku wziął udział także w Finale Formuły BMW, w którym ostatecznie sklasyfikowany został na 13. lokacie.
W sezonie 2009 zadebiutował we Włoskiej Formule 3. Wystartował wówczas w jednej eliminacji, na torze Vallelunga. Kanadyjczyk zdobył jeden punkt, za dziesiątą pozycję w drugim starcie, który uplasował go na 19. miejscu.
W roku 2010 podpisał kontrakt z zespołem Lucidi Motors, na pełny sezon. Gianmarco pięciokrotnie zdobywał punkty, najlepszą lokatę osiągając w pierwszym wyścigu na Monza, gdzie był szósty. W końcowej klasyfikacji zajął 16. pozycję.
Sezon 2011 spędził na startach w F3 Euroseries, w ekipie Prema Powerteam. Punkty zdobywał w 18 z 27 wyścigów, a podczas drugiego startu na torze Zandvoort stanął na średnim stopniu podium.
W 2012 roku przeniósł się do European F3 Open, gdzie startował z włoską ekipą RP Motorsport. W ciągu 16 wyścigów jedenastokrotnie stawał na podium, a czterokrotnie na jego najwyższym stopniu. Uzbierane 277 punktów pozwoliło mu zdobyć tytuł wicemistrza serii.
W sezonie 2013 podczas rundy w Singapurze serii GP2 Kanadyjczyk zastąpił Sergio Campanę w bolidzie Trident Racing. Jednak w żadnym z czterech wyścigów, w których wystartował, nie zdołał zdobyć punktów. Został sklasyfikowany na 30 pozycji w klasyfikacji generalnej.

## Statystyki
| Sezon     | Seria                                | Zespół                | Wyścig | Wygrane | PP | NO | Podium | Punkty | Pozycja |
| --------- | ------------------------------------ | --------------------- | ------ | ------- | -- | -- | ------ | ------ | ------- |
| 2007/2008 | Skip Barber Southern Regional Series |                       |        |         |    |    |        | 85     | 20      |
| 2008      | Amerykańska Formuła BMW              | Team Autotecnica      | 15     | 2       | 1  | 1  | 4      | 134    | 3       |
| 2008      | Światowy Finał Formuły BMW           | Team Autotecnica      | 1      | 0       | 0  | 0  | 0      | N/A    | 13      |
| 2009      | Amerykańska Formuła BMW              | Team Autotecnica      | 14     | 1       | 1  | 0  | 9      | 143    | 3       |
| 2009      | Włoska Formuła 3                     | Corbetta Competizioni | 2      | 0       | 0  | 0  | 0      | 1      | 19      |
| 2010      | Włoska Formuła 3                     | Lucidi Motors         | 16     | 0       | 0  | 0  | 0      | 14     | 16      |
| 2011      | Formuła 3 Euro Series                | Motopark Academy      | 27     | 0       | 0  | 0  | 1      | 66     | 11      |
| 2012      | European F3 Open                     | RP Motorsport         | 16     | 4       | 5  | 3  | 11     | 277    | 2       |
| 2012      | European F3 Open (edycja zimowa)     | RP Motorsport         | 1      | 0       | 0  | 0  | 1      | 0      | NS†     |
| 2013      | Seria GP2                            | Trident Racing        | 4      | 0       | 0  | 0  | 0      | 0      | 30      |

† – Raimondo nie był zaliczany do klasyfikacji

## Wyniki w GP2
| Legenda oznaczeń w tabelach wyników Wyświetl szablon na nowej stronie | Legenda oznaczeń w tabelach wyników Wyświetl szablon na nowej stronie                                                                     |
| Oznaczenie                                                            | Wyjaśnienie |
| --------------------------------------------------------------------- | --- |
| Złoty                                                                 | Zwycięzca lub mistrzostwo |
| Srebrny                                                               | 2. miejsce lub wicemistrzostwo |
| Brązowy                                                               | 3. miejsce lub II wicemistrzostwo |
| Zielony                                                               | Ukończył, punktował (w klasyfikacji generalnej, gdy zdobył co najmniej jeden punkt na przestrzeni sezonu, poza trzema powyższymi opcjami) |
| Niebieski                                                             | Ukończył, nie punktował (w klasyfikacji generalnej, gdy nie zdobył co najmniej jednego punktu na przestrzeni sezonu)                      |
| Czerwony                                                              | Nie zakwalifikował się (NZ) |
| Czerwony                                                              | Nie prekwalifikował się (NPK) |
| Różowy                                                                | Nie ukończył (NU) |
| Różowy                                                                | Niesklasyfikowany (NS) (w klasyfikacji generalnej, gdy nie został sklasyfikowany w żadnym wyścigu sezonu)                                 |
| Czarny                                                                | Zdyskwalifikowany (DK) |
| Czarny                                                                | Wykluczony (WYK/EX) |
| Biały                                                                 | Nie wystartował (NW) |
| Biały                                                                 | Kontuzjowany (K/INJ) |
| Biały                                                                 | Wyścig odwołany (OD/C) |
| Bez koloru                                                            | Został wycofany (WYC/WD) |
| Bez koloru                                                            | Nie przybył (NP/DNA) |
| Bez koloru                                                            | Nie brał udziału w treningach (NT/DNP) |
| Bez koloru                                                            | Nie został zgłoszony (–) |
| Pogrubienie                                                           | Start z pole position |
| Kursywa                                                               | Najszybsze okrążenie wyścigu |
| †                                                                     | Nie ukończył, ale jego rezultat został zaliczony ze względu na przejechanie więcej niż 90% dystansu wyścigu.                              |
| *                                                                     | Sezon w trakcie |
| 1/2/3                                                                 | Punktowana pozycja w sprincie kwalifikacyjnym                                                                                             |
| Lista systemów punktacji Formuły 1                                    | |

| Rok  | Zespół         | Wyniki w poszczególnych eliminacjach | Wyniki w poszczególnych eliminacjach | Wyniki w poszczególnych eliminacjach | Wyniki w poszczególnych eliminacjach | Wyniki w poszczególnych eliminacjach | Wyniki w poszczególnych eliminacjach | Wyniki w poszczególnych eliminacjach | Wyniki w poszczególnych eliminacjach | Wyniki w poszczególnych eliminacjach | Wyniki w poszczególnych eliminacjach | Wyniki w poszczególnych eliminacjach | Wyniki w poszczególnych eliminacjach | Wyniki w poszczególnych eliminacjach | Wyniki w poszczególnych eliminacjach | Wyniki w poszczególnych eliminacjach | Wyniki w poszczególnych eliminacjach | Wyniki w poszczególnych eliminacjach | Wyniki w poszczególnych eliminacjach | Wyniki w poszczególnych eliminacjach | Wyniki w poszczególnych eliminacjach | Wyniki w poszczególnych eliminacjach | Wyniki w poszczególnych eliminacjach | Punkty | Pozycja |
| ---- | -------------- | ------------------------------------ | ------------------------------------ | ------------------------------------ | ------------------------------------ | ------------------------------------ | ------------------------------------ | ------------------------------------ | ------------------------------------ | ------------------------------------ | ------------------------------------ | ------------------------------------ | ------------------------------------ | ------------------------------------ | ------------------------------------ | ------------------------------------ | ------------------------------------ | ------------------------------------ | ------------------------------------ | ------------------------------------ | ------------------------------------ | ------------------------------------ | ------------------------------------ | ------ | ------- |
| 2013 | Trident Racing | MAL                                  | MAL                                  | BHR                                  | BHR                                  | ESP                                  | ESP                                  | MON                                  | MON                                  | GBR                                  | GBR                                  | DEU                                  | DEU                                  | HUN                                  | HUN                                  | BEL                                  | BEL                                  | ITA                                  | ITA                                  | SIN                                  | SIN                                  | ARE                                  | ARE                                  | 0      | 30      |
| 2013 | Trident Racing | -                                    | -                                    | -                                    | -                                    | -                                    | -                                    | -                                    | -                                    | -                                    | -                                    | -                                    | -                                    | -                                    | -                                    | -                                    | -                                    | -                                    | -                                    | 21                                   | 22                                   | 17                                   | 15                                   | 0      | 30      |